# Raymond Delange
Pour les articles homonymes, voir Delange.
Raymond Delange, né le 21 janvier 1898 à Jouars-Pontchartrain et mort le 14 mai 1976 à Paris 5e, est un général français, compagnon de la Libération, grand-croix de la Légion d'honneur.
Vétéran de la Première Guerre mondiale, il rejoint les forces françaises libres en 1940 et participe aux campagnes d'Afrique, du Moyent-orient et d'Italie avant de débarquer en Provence et de prendre part à la Libération de la France. Après la guerre, il exerce des fonctions de commandement lors des guerres d'Indochine et d'Algérie.

## Biographie

### Jeunesse et engagement
Raymond Delange naît le 21 janvier 1898 à Jouars-Pontchartrain dans les Yvelines d'un père rentier, originaire du département de l'Orne (du village Le Grais) et d'une mère sage-femme. Incorporé dans l'armée en 1917, il suit des cours d'élève officier de réserve à Issoudun et participe à la Première Guerre mondiale qu'il termine avec le grade de sous-lieutenant. Élève de l'école de l'infanterie à Saint-Maixent-l'École de 1920 à 1920, il sort major de sa promotion et entre dans les troupes coloniales avec lesquelles il sert au Tonkin, en Tunisie et au Maroc. En 1935, il devient méhariste et opère au Soudan, en Mauritanie, au Sénégal et au Tchad.

### Seconde Guerre mondiale
Au moment où la guerre est déclarée en 1939, Raymond Delange commande le groupe nomade des confins tchadiens. Promu chef de bataillon, il se trouve au Congo en août 1940 lorsque le colonel de Larminat organise le ralliement de la colonie à la France libre. Rejoignant les forces françaises libres, il prend une part active à ce ralliement en s'emparant, le 28 août, du palais du gouverneur de Brazzaville, ce qui lui vaut d'être condamné à mort par le régime de Vichy. Il prend ensuite le commandement du bataillon de marche no 1 à la tête duquel il participe à la campagne du Gabon en novembre, puis à la campagne de Syrie en juin 1941. En octobre 1941, après que le BM no 1 a été dédoublé pour former le BM no 11, ces deux unités sont rejointes par le 1er bataillon d'infanterie de marine pour composer la 3e brigade de la 1re division française libre, brigade dont Delange prend le commandement. Après avoir été promu colonel au début de l'année 1942, il est muté à la colonne Leclerc dont il commande le groupement "M" avec lequel il participe à la conquête du Fezzan, province dont il devient le gouverneur et commandant militaire en janvier 1943. Promu colonel l'été suivant, il retourne à la 1re DFL et prend le commandement de la 1re brigade. À la tête de cette unité, il combat lors de la campagne d'Italie puis prend part au débarquement de Provence. Suivant le mouvement des troupes françaises lors de la libération de la France, il participe ensuite à la campagne d'Alsace. Peu avant la capitulation de la Wehrmacht, il commande la 4e brigade de la 1re DFL lors des combats du massif de l'Authion.

### Après-guerre
À la fin de la guerre, Raymond Delange est nommé général de brigade et sert plusieurs années en Afrique. Il est ensuite envoyé en Indochine et prend successivement la tête du commandement des forces terrestres, de la 4e division d'infanterie coloniale et de l'inspection des forces terrestres d'extrême-orient. Il passe général de division en 1955 et commande la division d'Alger avant de devenir adjoint du commandant de la 10e région militaire. Nommé général de corps d'armée en janvier 1958, il prend sa retraite dans le même temps. Raymond Delange meurt le 14 mai 1976 à l'hôpital militaire du Val-de-Grâce à Paris et est inhumé au Cimetière du Montparnasse.

## Décorations
|  |  |  |  |  |  |
|  |  |  |  |  |  |
|  |  |  |  |  |  |
|  |  |  |  |  |  |

| Grand-croix de la Légion d'honneur                                   | Grand-croix de la Légion d'honneur                                   | Compagnon de la Libération                                           | Compagnon de la Libération                      | Croix de guerre 1939-1945                        | Croix de guerre 1939-1945                        |
| Croix de guerre des Théâtres d'opérations extérieurs                 | Croix de guerre des Théâtres d'opérations extérieurs                 | Croix de la Valeur militaire                                         | Croix de la Valeur militaire                    | Médaille de la Résistance française Avec rosette | Médaille de la Résistance française Avec rosette |
| Croix du combattant volontaire 1914-1918                             | Croix du combattant volontaire 1914-1918                             | Croix du combattant volontaire de la Résistance                      | Croix du combattant volontaire de la Résistance | Médaille coloniale                               | Médaille coloniale                               |
| Médaille commémorative des services volontaires dans la France libre | Médaille commémorative des services volontaires dans la France libre | Médaille commémorative des services volontaires dans la France libre | Distinguished Service Cross (Royaume-Uni)       | Distinguished Service Cross (Royaume-Uni)        | Distinguished Service Cross (Royaume-Uni)        |